# Rudka (gmina Chełm)
Rudka – wieś w Polsce położona w województwie lubelskim, w powiecie chełmskim, w gminie Chełm.
Wymieniana w źródłach historycznych od 1827 r. jako osada posiadająca smolarnię i cegielnię. W latach 1975–1998 miejscowość należała administracyjnie do województwa chełmskiego. 
Wieś jest sołectwem w gminie Chełm. Według Narodowego Spisu Powszechnego (III 2011 r.) wieś liczyła 424 mieszkańców i była dziesiątą co do wielkości miejscowością gminy Chełm.
Wierni Kościoła rzymskokatolickiego należą do parafii Przenajświętszej Trójcy w Chełmie.

## Kapliczki
Na terenie miejscowości znajduje się murowana kapliczka z 1903 r. (z figurą św. Jana Nepomucena), drewniana leśniczówka z połowy XIX w., drewniana kapliczka z figurą MB z 1945 r. (malowniczo umieszczona na drzewie) oraz dwie murowane kapliczki z 1930 i 1948 r.